# HSBC Women’s Champions
HSBC Women's Champions – kobiecy zawodowy turniej golfowy będący częścią kalendarza imprez LPGA Tour. Po raz pierwszy został rozegrany w 2008.
HSBC Women's Champions jest turniejem zaproszeniowym dla czołowych golfistek świata. Wybór uczestniczek przeprowadzany jest w oparciu o kryteria uwzględniające m.in. wysokość pozycji w rankingu światowym i listach zarobków poszczególnych zawodowych tourów, jak również wygranie wybranych najważniejszych turniejów w okresie kilku poprzednich lat.
Aktualną mistrzynią (2010) jest Ai Miyazato z Japonii, dla której było to drugie zwycięstwo z rzędu w sezonie 2010..

## Zwyciężczynie
| Data                | Mistrzyni    | Wynik                 | Przewaga    | 2. miejsce       |
| ------------------- | ------------ | --------------------- | ----------- | ---------------- |
| 28 lutego 2010(dts) | Ai Miyazato  | -10 (69-71-69-69=278) | 2 uderzenia | Cristie Kerr     |
| 8 marca 2009(dts)   | Jiyai Shin   | -11 (72-73-66-66=277) | 2 uderzenia | Katherine Hull   |
| 2 marca 2008(dts)   | Lorena Ochoa | -20 (66-65-69-68=268) | 11 uderzeń  | Annika Sörenstam |

## Historia
| Data                   | Miejsce zawodów          | Pula nagród | Nagroda za 1. miejsce |
| ---------------------- | ------------------------ | ----------- | --------------------- |
| 25-28 lutego 2010      | Tanah Merah Country Club | $1.300.000  | $195.000              |
| 5-8 marca 2009         | Tanah Merah Country Club | $2.000.000  | $300.000              |
| 28 lutego-2 marca 2008 | Tanah Merah Country Club | $2.000.000  | $300.000              |